# Transgourmet Schweiz
Die Transgourmet Schweiz AG ist ein 1964 gegründetes Schweizer Unternehmen mit Sitz in Basel. Das Unternehmen, das aus der ehemaligen Prodega AG hervorging, gehört heute zur Transgourmet Holding und ist damit im Besitz des Schweizer Detailhandelskonzerns Coop. Unter dem Namen Transgourmet/Prodega (vormals Prodega/Growa CC) führt das Unternehmen eine Abholmarkt-Kette und Regionallager für die Belieferung.

## Geschichte
1964 gründeten die Schweizer Unternehmer Hans Edi Curti, Pierre Grandjean und Heinz Wehrli die Cash & Carry Prodega AG. Prodega steht dabei für PRO DEtailhandel und GAstronomie. 1965 wurde der erste Markt im bernischen Schönbühl gegründet. Dieser Markt zog drei Jahre später nach Moosseedorf. Zusammen mit den Unternehmen Gromerco AG und Legro AG wurde 1979 die Prodega Cash & Carry Gruppe gegründet. 1980 führte die Prodega als erstes Unternehmen der Schweiz das EAN-System ein. 1986 fand der Börsengang statt. 1989 wurde die Growa-Gruppe (GROsse WAren) aufgekauft, worauf das Unternehmen unter dem Namen Prodega/Growa CC firmierte. Beim Bau des Prodega-Markts Dietikon 1997 wurde erstmals ein Coolway, ein grosser begehbarer „Kühlschrank“, eingebaut. Zur damaligen Zeit eine echte Innovation.
Mit Beschluss der Generalversammlung vom 23. Juni 2000 wurde, infolge Fusion mit der Prodega AG, die Auflösung der Growa AG und vollständige Integration rückwirkend auf Anfang 2000 in die Prodega AG beschlossen. Die Prodega AG war bis 2003 Teil von Beat Curtis Bon-appétit-Gruppe, dessen ehrgeizige Expansionspläne die Unternehmensgruppe jedoch in finanzielle Schieflage brachte, was die Veräusserung verschiedener Aktivitäten zur Folge hatte. Mitte 2003 wurde die Bon-appétit-Gruppe mit den noch verbliebenen Aktivitäten, mit unter anderem auch der Prodega AG und der Marke Growa, an die deutsche Rewe Group verkauft.
2005 gingen Coop und Rewe unter dem Namen «Transgourmet» ein Joint-Venture ein. Dabei brachte Coop Bell Gastro und Rewe Prodega/Growa CC sowie Howeg in das Gemeinschaftsunternehmen ein. Gleichzeitig wurde die Prodega AG mit Statutenänderung vom 4. März 2005 in «Transgourmet Schweiz AG» umbenannt. Die in das Joint-Venture eingebrachte Aktivitäten treten weiterhin mit ihren bisherigen Marken am Markt auf. Auch wurde die Zentrale der neu als Division innerhalb der Transgourmet Schweiz AG organisierte Prodega/Growa CC in Moosseedorf belassen. Der Sitz der Transgourmet Schweiz AG wurde 2007 von Moosseedorf nach Basel verlegt.
2007 überschritt Prodega/Growa CC erstmals die Milliarden-Umsatzgrenze. 2008 wurde das Joint-Venture ausgebaut und die Transgourmet Schweiz AG mit Prodega/Growa CC in die neu gegründete «Transgourmet Holding AG» eingebracht.
2011 übernahm Coop die Transgourmet-Gruppe und somit Prodega/Growa und die damalige Howeg (heute Transgourmet) zu 100 %. 2013 schlossen sich Prodega/Growa und Howeg zusammen. In der Belieferung wurde auf eine regionale Strategie gesetzt. Bis Ende 2013 eröffneten Prodega/Growa/Howeg vier neue Regionallager in Quartino, Satigny-Genève, Chur und Neuendorf. Dabei wurde direkt in den verschiedenen Regionen gerüstet und von dort aus beliefert. 2014 erfolgte der Namenswechsel von Howeg auf Transgourmet. Im selben Jahr fusionierte Transgourmet Schweiz mit der im Engadin ansässigen Valentin Pontresina AG. Diese wurde in Valentin Gastro umfirmiert. 2015 wurde das Zentrallager der ehemaligen Howeg in Winterthur geschlossen. 2016 baute Transgourmet den Bereich Wein aus und übernahm die auf spanische Weine fokussierte Casa del Vino. Im Jahr darauf folgte der Weinkeller Riegger. Beide Unternehmen werden eigenständig weitergeführt. Per 2017 verstärkte Transgourmet Schweiz ihre Positionierung im Tessin und übernahm den Geschäftsbetrieb der Cash&Carry Ipergros. Die Standorte Losone und Noranco wurden nicht weitergeführt. 2018 übertrugen Luigi Zanini sen. und Luigi Zanini jr. die Geschäftstätigkeit ihrer Weinhandelsfirma Zanini SA und die Weinproduktion Vinattieri Ticinesi SA an die neu gegründete Gesellschaft Zanini Vinattieri SA, eine Tochtergesellschaft der Transgourmet Schweiz. Anfangs 2018 baute Transgourmet den Handel mit Frischfisch und Comestibles-Produkten aus und übernahm die Geschäftstätigkeit der in Basel ansässigen Polar AG Comestibles und der Braschler’s Comestibles Import AG aus Zürich. Ab 2019 wurden beide Geschäfte unter dem Namen Frischeparadies an neuen Standorten in Basel und Zürich geführt. Aufgrund Corona wurde der Markt Basel im Sommer 2020 geschlossen und im Juli 2023 folgte die Schliessung des Marktes in Zürich.
2019 wurden alle Growa-Märkte auf Prodega umfirmiert. Das Unternehmen führt nun schweizweit alle Abholmärkte unter diesem Namen. Seit 2013 wurden zwischenzeitlich insgesamt acht Regionallager gebaut und in Betrieb genommen.
2020 wurden die drei Weinfirmen Casa del Vino, Weinkeller Riegger und Zanini Vinattieri zu einer Aktiengesellschaft zusammengeschlossen und unter dem Namen Casa del Vino SA geführt.
2024 hat Transgourmet Schweiz Saviva übernommen, eine im Zustellgrosshandel tätige Schweizer Gastrolieferantin.

## Transgourmet/Prodega
Heute bildet Transgourmet/Prodega eine Division der Transgourmet Schweiz AG und ist Marktführerin im Belieferungs- und Abholgrosshandel sowie die einzige, die in allen drei Landesteilen operiert. Geleitet wird die Division seit Anfang 2009 von Philipp Dautzenberg, der zugleich auch Vorsitzender der Geschäftsleitung der Transgourmet Schweiz ist.
Unter dem Namen Prodega werden Märkte mit einem Vollsortiment von 25‘000 Artikeln geführt. Einkaufsberechtigt sind ausschliesslich Betriebe aus Gastronomie, Hotellerie, Systemverpflegung, dem Detailhandel und Gewerbe. Das Vollsortiment steht auch Belieferungskunden zur Verfügung, die direkt aus den Regionallagern von Transgourmet beliefert werden.

## Märkte und Regionallager
| Prodega - Basel - Bellach - Bern - Biel - Brig - Chur - Conthey - Crissier - Dietikon - Dübendorf - Emmenmatt | - Givisiez - Heimberg - Hinwil - Kriens - Langenthal - Manno - Moosseedorf, Markt und Zentrale - Neuendorf - Pratteln - Quartino - Reinach | - Rennaz - Rotkreuz - Rupperswil - Rüschlikon - Satigny - St-Blaise - St. Gallen - Wilderswil - Winterthur |